# آنا دابوفيتش
آنا دابوفيتش (بالصربية: Ана Дабовић) مواليد 18 أغسطس 1989 في ستنيي، جمهورية يوغوسلافيا الاشتراكية الاتحادية، هي لاعبة كرة سلة صربية. بدأت مسيرتها الاحترافية في سنة 2005. تلعب مع لوس أنجلوس سباركس في دوري الاتحاد الوطني لكرة السلة النسائية. وتحمل الرقم 23. يبلغ طولها 6 قدم 0 بوصة (1.8 م). مثلت منتخب بلادها. شاركت في دورة الألعاب الأولمبية الصيفية سنة 2016. حققت المركز الثاني في ألعاب البحر الأبيض المتوسط 2009. فازت بلقب دوري المحترفات.

## سجل المنافسة
شاركت في المنافسات التالية:
- الألعاب الأولمبية الصيفية 2016
- كأس العالم لكرة السلة للسيدات 2014

## الميداليات
| الميدالية | المسابقة                        |
| --------- | ------------------------------- |
| برونزية   | الألعاب الأولمبية الصيفية 2016  |
| فضية      | ألعاب البحر الأبيض المتوسط 2009 |

## روابط خارجية
- آنا دابوفيتش على موقع الاتحاد الدولي لكرة السلة (الإنجليزية)
- آنا دابوفيتش على موقع الاتحاد الوطني لكرة السلة النسائية (الإنجليزية)
- آنا دابوفيتش على موقع كرة السلة الأوروبية.كوم (الإنجليزية)
- آنا دابوفيتش على موقع بروبوليرز (الإنجليزية)
- آنا دابوفيتش على موقع سبورتس رفرنس (الإنجليزية)
- آنا دابوفيتش على موقع سبورتس رفرنس (الإنجليزية)
- آنا دابوفيتش على موقع اللجنة الأولمبية الدولية (الإنجليزية)
- آنا دابوفيتش على موقع أوليمبيديا (الإنجليزية)
- آنا دابوفيتش على موقع اللجنة الأولمبية الصربية (الصربية)